# Eufemia Eriksdotter
Eufemia Eriksdotter, född 1317, död före 16 juni 1370, var en svensk prinsessa, genom giftermål hertiginna av Mecklenburg och Schwerin. Hon var dotter till hertig Erik Magnusson av Södermanland (död 1318) och prinsessan Ingeborg Håkansdotter (död 1361). Prinsessan Eufemia var syster till svenske kungen Magnus Eriksson, och detta släktförhållande kom senare att utgöra den legitima grund på vilken hennes son gjorde anspråk på svenska tronen.

## Biografi

### Uppväxt
Eufemia var uppkallad efter sin mormor. Eufemias mor Ingeborg och Knut Porse avsåg att erövra danska Skåne. Den 24 juli 1321 arrangerade Ingeborg ett äktenskap mellan Eufemia och hertig Albrekt den store av Mecklenburg (1318–1379). Vigseln sköts dock på framtiden, både på grund av Eufemias ålder och för att släktskapen mellan henne och Albrekt gjorde att en påvlig dispens var nödvändig. I äktenskapskontraktet föreskrevs att Mecklenburg, Sachsen, Holstein, Rendsburg och Schleswig skulle assistera Sverige i erövringen av Skåne. Affären handhades helt av Ingeborg utan godkännande av svenska rådet. Mecklenburg svek överenskommelsen och gav ingen hjälp då Ingeborg anföll Skåne 1322–23, men förlovningen kvarstod. Eufemia saknade inte inflytande i Sverige. Hon uppträdde tidigt som sigillvittne vid sin bror kung Magnus godsaffärer. När Magnus 1335 utsåg Nils Abjörnsson (Sparre av Tofta) till drots, avlade Eufemia ett löfte i drotsfullmakten att stödja drotsen och agera rådgivare i hans ämbetsutövning.

### Hertiginna av Mecklenburg
Vigseln mellan Eufemia och Albreckt ägde rum i Rostock den 10 april 1336. Efter vigseln besökte hon Sverige med maken i sällskap med Rudolf av Sachsen och Henrik av Holstein, och välkomnades av modern i Kalmar innan de fortsatte för att närvara vid kröningen av Magnus i Stockholm. Efter hennes flytt till hertigdömet Mecklenburg tycks hennes villkor inte ha ändrats så mycket. Hennes namn förekom i affärshandlingar och hon hade som hertiginna ansvar för en mycket dyr hovhållning. Ett brev från 25 juni 1359 antyder att hon deltog i politiken. Hon utövade fortfarande inflytande på den svenska politiken: åren 1340–1341 utverkade hon att Magnus tilldelade Mecklenburgs hansestäder Rostock och Wismar förnyade privilegier i Norge. Den 15 april 1357 överlät hon sin arvedel efter sina halvbröder Håkan och Knut, godsen Hammar och Farthses, till Skänninge nunnekloster. Det är inte känt om hon var inblandad i sin sons tronbestigning i Sverige: det är inte känt om hon fortfarande var vid liv då den skedde. Hon är senast bekräftad vid liv 27 oktober 1363, då hon avstår från sin morgongåva och framtida änkesäte Hagenow. Hennes dödsår är okänt. Den 16 juni 1370 är hon bekräftad som död, eftersom hennes änkling då instiftade en vicaria till hennes minne.

### Barn
Eufemia fick följande barn:
1. Henrik Bödeln av Mecklenburg (1337/1338-1383), hertig av Mecklenburg och Schwerin
2. Albrekt av Mecklenburg (1338/1340-1412), kung av Sverige
3. Ingeborg av Mecklenburg (omkring 1340-1395), gift 1. med hertig Ludvig VI av Bayern (död 1365), gift 2. med greve Henrik II av Holstein (död 1381/1389)
4. Magnus I av Mecklenburg (omkring 1345-1385), hertig av Mecklenburg och Schwerin
5. Anna av Mecklenburg (död 1415), gift med greve Adolf IX av Holstein (död 1390)